# Still Got the Blues
Still Got the Blues là album phòng thu thứ 6 trong sự nghiệp solo của nghệ sĩ guitar người Bắc Ireland Gary Moore, được phát hành vào năm 1990. Album đánh dấu thay đổi đáng kể trong phong cách của Moore, người vốn chủ yếu nổi danh với nhạc rock và hard rock qua các nhạc phẩm của Skid Row, Thin Lizzy, G-Force, Greg Lake và trong cả sự nghiệp solo của mình, cũng như tác phẩm jazz-fusion với Colosseum II. Như đã thể hiện qua tựa đề, Still Got the Blues chứng kiến ông khai phá thể loại electric blues. Album có sự đóng góp khách mời từ Albert King, Albert Collins và George Harrison. Ý tưởng cho bản nhạc đến trong chuyến lưu diễn quảng bá cho After the War – Moore thường chơi blues một mình trong phòng thay đồ thì một đêm nọ, Bob Daisley đến gợi ý đùa rằng ông nên làm một album toàn nhạc blues.
Bài tiêu đề được phát hành đĩa đơn và đạt vị trí 97 trên bảng Billboard Hot 100 vào ngày 16 tháng 2 năm 1991. Đây là đĩa đơn duy nhất của Moore lọt được vào Billboard Hot 100. Album đạt hạng 83 trên Billboard 200 vào ngày 16 tháng 2 năm 1991, rồi nhận được chứng chỉ đĩa vàng bởi RIAA vào tháng 11 năm 1995. Đây là album thành công nhất của Moore tính cả về mặt doanh số lẫn vị trí xếp hạng tại Mỹ.
| Đánh giá chuyên môn                   | Đánh giá chuyên môn |
| Nguồn đánh giá                        | Nguồn đánh giá      |
| Nguồn                                 | Đánh giá            |
| ------------------------------------- | ------------------- |
| Allmusic                              | [ 4 ]               |
| The Penguin Guide to Blues Recordings | [ 5 ]               |

## Danh sách bài hát
Mặt một
1. "Moving On" - (Gary Moore) - 2:39
  - Gary Moore - guitar, vocals
  - Mick Weaver - piano
  - Andy Pyle - bass
  - Graham Walker - trống
2. "Oh Pretty Woman" - (A. C. Williams) - 4:25
  - Gary Moore - guitar, hát
  - Albert King - guitar
  - Raoul D'Olivera - trumpet
  - Frank Mead - alto và tenor saxophones
  - Nick Pentelow - tenor saxophone
  - Nick Payn - baritone saxophone
  - Don Airey - Hammond organ
  - Andy Pyle - bass
  - Graham Walker - trống
3. "Walking By Myself" - (Jimmy Rogers) - 2:56
  - Gary Moore - guitar, hát
  - Frank Mead - harmonica
  - Mick Weaver - piano
  - Andy Pyle - bass
  - Graham Walker - trống
4. "Still Got the Blues (For You)" - (Moore) - 6:12
  - Gary Moore - guitar, hát
  - Gavyn Wright - thủ lĩnh phần đàn dây
  - Don Airey - keyboards
  - Nicky Hopkins - piano
  - Andy Pyle - bass
  - Graham Walker - trống
5. "Texas Strut" - (Moore) - 4:51
  - Gary Moore - guitar, hát
  - Don Airey - Hammond organ
  - Bob Daisley - bass
  - Brian Downey - drums

Mặt hai
1. "Too Tired" - (Johnny "Guitar" Watson, Maxwell Davies, Saul Bihari) - 2:51
  - Gary Moore - guitar, hát
  - Albert Collins - guitar
  - Stuart Brooks - trumpet
  - Frank Mead - alto saxophone
  - Nick Pentelow - tenor saxophone
  - Nick Payn - baritone saxophone
  - Don Airey - piano
  - Andy Pyle - bass
  - Graham Walker - drums
2. "King of the Blues" - (Moore) - 4:36
  - Gary Moore - guitar, hát
  - Raoul D'Olivera - trumpet
  - Frank Mead - alto và tenor saxophones
  - Nick Pentelow - tenor saxophone
  - Nick Payn - baritone saxophone
  - Don Airey - Hammond organ
  - Andy Pyle - bass
  - Brian Downey - trống
3. "As the Years Go Passing By" - (Deadric Malone) - 7:46
  - Gary Moore - guitar, vocals
  - Frank Mead - tenor saxophones
  - Nick Payn - baritone saxophone
  - Don Airey - Hammond organ
  - Nicky Hopkins - piano
  - Bob Daisley - bass
  - Brian Downey - trống
4. "Midnight Blues" - (Moore) - 4:58
  - Gary Moore - guitar, Hát
  - Gavyn Wright - chỉ đạo phần chơi đàn dây
  - Mick Weaver - piano điện
  - Andy Pyle - bass
  - Graham Walker - trống

CD Release Bonus Tracks
1. "That Kind of Woman" - (George Harrison) - 4:32
  - Gary Moore - lead guitar, hát chính
  - George Harrison - rhythm và slide guitar, hát bè
  - Martin Drover - trumpet
  - Frank Mead - alto saxophone
  - Nick Pentelow - tenor saxophone
  - Nick Payn - baritone saxophone
  - Nicky Hopkins - piano
  - Bob Daisley - bass
  - Graham Walker - trống
2. "All Your Love" - Otis Rush - 3:32
  - Gary Moore - guitar, hát
  - Mick Weaver - Hammond organ
  - Andy Pyle - bass
  - Graham Walker - drums
3. "Stop Messin' Around" - (Clifford Davis, Peter Green) - 4:00
  - Gary Moore - guitar, hát
  - Frank Mead - saxophone
  - Mick Weaver - piano
  - Andy Pyle - bass
  - Graham Walker - trống [6]

| 2002 remastered CD bonus tracks | 2002 remastered CD bonus tracks | 2002 remastered CD bonus tracks | 2002 remastered CD bonus tracks |
| STT                             | Nhan đề                         | Sáng tác                        | Thời lượng                      |
| ------------------------------- | ------------------------------- | ------------------------------- | ------------------------------- |
| 13.                             | "The Stumble" (Instrumental)    | Freddy King, Sonny Thompson     | 3:01                            |
| 14.                             | "Left Me with the Blues"        | Moore                           | 3:05                            |
| 15.                             | "Further On Up the Road"        | Don Robey, Joe Medwick          | 4:08                            |
| 16.                             | "Mean Cruel Woman"              | Moore                           | 2:48                            |
| 17.                             | "The Sky Is Crying"             | Elmore James                    | 4:54                            |

## Đội ngũ thực hiện
- Gary Moore - hát chính, lead và rhythm guitar.
- Don Airey - keyboard
- Stuart Brooks - trumpet
- Albert Collins - guitar
- Bob Daisley - guitar bass
- Raul d'Oliveira - trumpet
- Brian Downey - trống
- Martin Drover - trumpet
- George Harrison - guitar, hát
- Nicky Hopkins - keyboard
- Albert King - guitar
- Frank Mead - saxophone
- Nick Payn - saxophone
- Nick Pentelow - saxophone
- Andy Pyle - guitar bass
- Graham Walker - trống
- Mick Weaver - piano
- Gavyn Wright - đàn dây

## Vị trí xếp hạng
| Xếp hạng (1990–2017)                     | Vị trí cao nhất |
| ---------------------------------------- | --------------- |
| Album Úc (ARIA)                          | 5               |
| Album Áo (Ö3 Austria)                    | 13              |
| Album Hà Lan (Album Top 100)             | 1               |
| Finnish Albums (Suomen virallinen lista) | 1               |
| Album Đức (Offizielle Top 100)           | 4               |
| Album Hungaria (MAHASZ)                  | 39              |
| Japanese Albums (Oricon)                 | 17              |
| Album New Zealand (RMNZ)                 | 14              |
| Album Na Uy (VG-lista)                   | 2               |
| Album Thụy Điển (Sverigetopplistan)      | 1               |
| Album Thụy Sĩ (Schweizer Hitparade)      | 3               |
| Album Anh Quốc (OCC)                     | 13              |
| Album Hoa Kỳ Billboard 200               | 83              |
| US Top Current Album Sales (Billboard)   | 83              |

| Xếp hạng (1990)                    | Vị trí |
| ---------------------------------- | ------ |
| Australian Albums (ARIA)           | 32     |
| Austrian Albums (Ö3 Austria)       | 24     |
| Dutch Albums (Album Top 100)       | 7      |
| German Albums (Offizielle Top 100) | 12     |
| Japanese Albums (Oricon)           | 87     |
| New Zealand Albums (RMNZ)          | 31     |
| Swiss Albums (Schweizer Hitparade) | 7      |

## Chứng nhận
| Quốc gia                                  | Chứng nhận  | Số đơn vị/doanh số chứng nhận |
| ----------------------------------------- | ----------- | ----------------------------- |
| Úc (ARIA)                                 | Bạch kim    | 70.000^                       |
| Phần Lan (Musiikkituottajat)              | Vàng        | 25.000                        |
| Đức (BVMI)                                | Vàng        | 250.000^                      |
| Nhật Bản                                  | —           | 112.500                       |
| Hà Lan (NVPI)                             | Bạch kim    | 100.000^                      |
| New Zealand (RMNZ)                        | 2× Bạch kim | 30.000^                       |
| Tây Ban Nha (PROMUSICAE)                  | Vàng        | 50.000^                       |
| Thụy Điển (GLF)                           | 2× Bạch kim | 200.000^                      |
| Thụy Sĩ (IFPI)                            | Bạch kim    | 50.000^                       |
| Anh Quốc (BPI)                            | Bạch kim    | 300.000^                      |
| Hoa Kỳ (RIAA)                             | Vàng        | 500.000^                      |
| ^ Chứng nhận dựa theo doanh số nhập hàng. |             |                               |